# Nerio
Nerio war eine Göttin der römischen Religion. Ihr Name entstammt der Sprache der Sabiner, dem Sabinischen, und bedeutet „stark“. Sie wurde zusammen mit Mars verehrt und deshalb ab dem 2. Jahrhundert v. Chr. unter dem Einfluss griechischer mythologischer Vorstellungen als seine Gattin angesehen. Historisch gesehen war sie wohl zuerst nur die Personifikation der Stärke und Macht des Mars. Sie wurde später mit Minerva verbunden, deren Kult den der Nerio völlig überlagerte, was bereits in archaischer Zeit geschehen sein muss.